# راه شیری (فیلم ۱۹۴۰)
راه شیری (انگلیسی: The Milky Way) یک فیلم کوتاه انیمیشن است که در سال ۱۹۴۰ منتشر شد.